# Buren (Ameland)
Buren (uitspraakⓘ) is een dorp op het Nederlandse waddeneiland Ameland in de gemeente Ameland, provincie Friesland. Buren telt ongeveer 760 inwoners.
Het dorp ligt midden op het eiland en is het meest oostelijke van de vier dorpen op Ameland. Een kilometer verder naar het westen ligt Nes; naar het oosten liggen de Kooiduinen en dan Het Oerd. Anders dan de andere dorpen op Ameland is Buren van oorsprong een lintdorp. Enkele bezienswaardigheden in Buren zijn het beeld Ritskemooi, De Kooiplaats en het Landbouw- en Juttersmuseum Swartwoude. Het toerisme speelt voor het dorp een belangrijke rol.

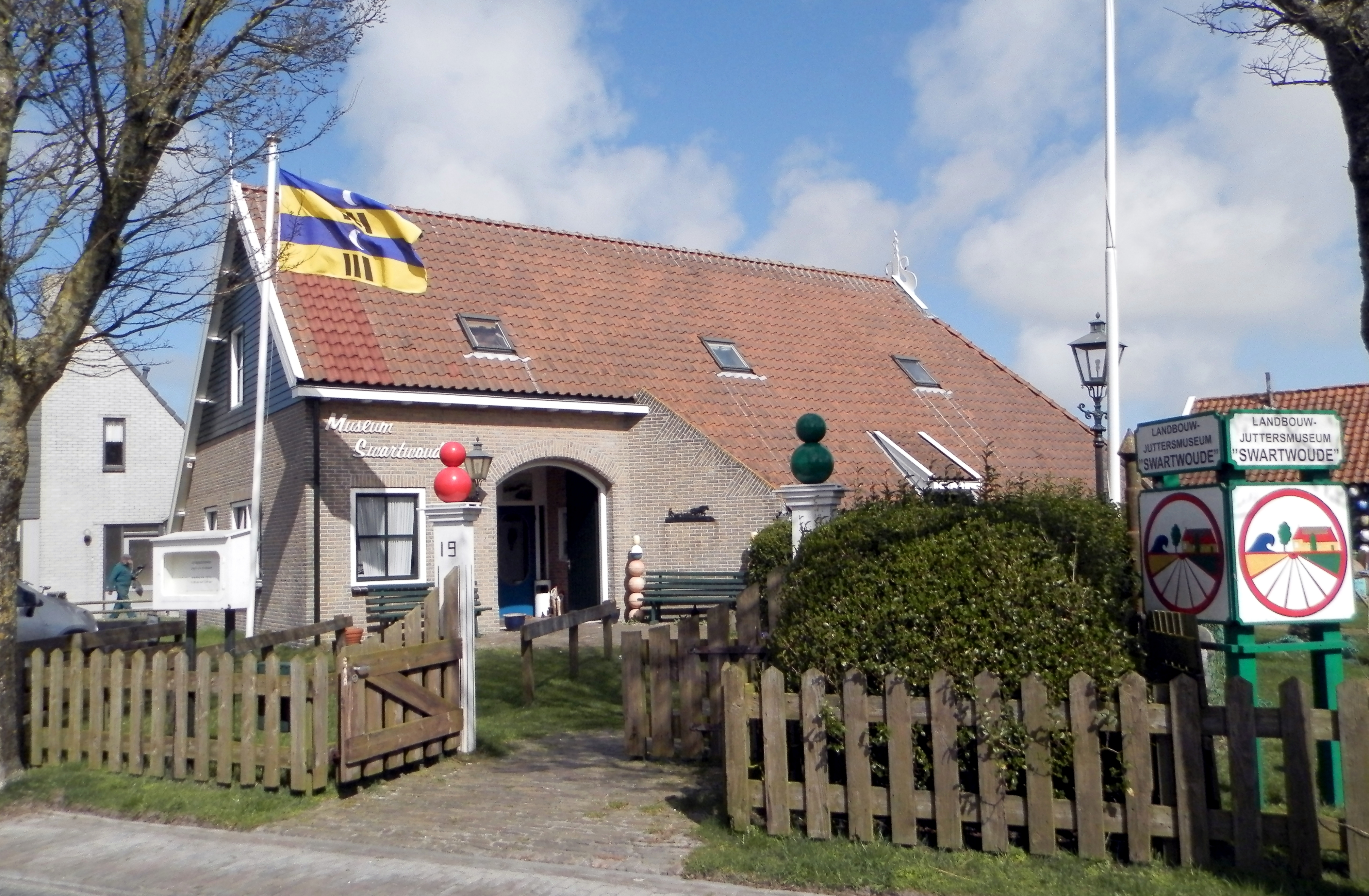
Landbouw- en Juttersmuseum Swartwoude

## Sport
- VV Geel Wit, voetbalvereniging

## Bevolkingsontwikkeling
| 1848 | 1913 | 1954 | 1959 | 1964 | 1969 | 1973 | 1999 | 2002 | 2003 | 2004 | 2012 | 2018 | 2019 | 2021 | 2023 |
| ---- | ---- | ---- | ---- | ---- | ---- | ---- | ---- | ---- | ---- | ---- | ---- | ---- | ---- | ---- | ---- |
| 147  | 286  | 363  | 361  | 406  | 451  | 470  | 679  | 663  | 672  | 670  | 695  | 710  | 735  | 740  | 760  |